# Varsity Show
Varsity Show (bra Aprenda a Sorrir) é um filme norte-americano de 1937, do gênero comédia musical, dirigido por William Keighley e estrelado por Dick Powell e Fred Waring.

## Sinopse
Alunos de um colégio precisam montar o espetáculo anual, mas estão sem produtor. Entra em cena Chuck Daly, empresário e ex-aluno da instituição. O diretor fica escandalizado com os métodos de Chuck, daí os rapazes conspirarem para que o show seja apresentado em um teatro vazio da Broadway.

## Premiações
| Patrocinador | Prêmio             | Categoria    | Situação |
| ------------ | ------------------ | ------------ | -------- |
| Oscar 1938   | Melhor coreografia | "The Finale" | Indicado |

## Elenco
| Ator/Atriz           | Personagem       |
| -------------------- | ---------------- |
| Dick Powell          | Chuck Daly       |
| Fred Waring          | Ernie Mason      |
| Priscilla Lane       | Betty Bradley    |
| Ted Healy            | William Williams |
| Rosemary Lane        | Babs Steward     |
| Walter Catlett       | Sylvester Biddle |
| Johnnie Davis        | Buzz Bolton      |
| Ford Washington Lee  | Buck             |
| John William Sublett | Bubbles          |
| Sterling Holloway    | Trout            |
| Mabel Todd           | Cuddles          |
| Scotty Bates         | Scotty           |
| George MacFarland    | Hap              |
| Poley McClintock     | Poley            |

## Produção e recepção
Varsity Show é o mais longo dos musicais que a Warner Bros. produziu na década de 1930, e é também um dos que têm um dos enredos mais curtos.
A publicação especializada brasileira Cinearte considerou o filme "regular" e que, apesar do título (brasileiro), é mais fácil aprender a bocejar, pois nele vicejam o lugar-comum e a vulgaridade. Faz exceção, no entanto, aos números musicais (de Dick Powell e das irmãs Lane) e a revista final.